# Agematsu
Agematsu (jap. 上松町 Agematsu-machi) – miasto w Japonii, na wyspie Honsiu, w prefekturze Nagano. Według danych na rok 2020 miejscowość zamieszkiwało 4 131 mieszkańców , a gęstość zaludnienia wyniosła 24,5 os./km².